# Howell Heflin
Howell Heflin (Poulan, 1921. június 19. – Sheffield, 2005. március 29.) az Amerikai Egyesült Államok szenátora (Alabama, 1979–1997).